# Olejua
Olejua (en euskera: Olexoa) es un municipio español de la Comunidad Foral de Navarra, situado en la Merindad de Estella, en la comarca de Estella Oriental, a unos 18 km de Estella y unos 57 km de la capital de la comunidad, Pamplona. Pertenece al partido judicial de Estella. 
Es una localidad históricamente muy próxima al Camino de Santiago, a la vía Francesa del mismo, aunque actualmente su trazado queda un tanto alejado por lo que no figura en las guías actuales. 
Su población en 2018 era de 51 habitantes, 28 hombres y 23 mujeres (INE). El lugar de Olejua ocupa el centro de la merindad, en el valle del Ega.

## Toponimia
El origen del topónimo es desconocido.

## Geografía
La localidad de Olejua está situada en la parte occidental de la Comunidad Foral de Navarra dentro de la Zona Media de Navarra o Navarra Media y la comarca geográfica de Tierra Estella, el Valle del Ega, comúnmente denominado Valdega; y a una altitud 577 m s. n. m. Su término municipal tiene una superficie de 4,41 km² y limita al norte con el municipio de Abáigar, al este y sur con el de Villamayor de Monjardín y al oeste con el de Etayo.
El casco urbano se asienta en lo alto de una loma, en la confluencia de carretera entre Ancín y Allo. Desde el núcleo urbano parte la carretera NA-740 a Etayo.
|                                | Norte: Abáigar               |                  |
| Oeste: Villamayor de Monjardín |                              | Este: Oco, Etayo |
|                                | Sur: Villamayor de Monjardín |                  |

## Demografía
Olejua cuenta con una población de 47 habitantes (INE 2024).
| Gráfica de evolución demográfica de Olejua entre 1842 y 2021                                                        |
| |
| Población de derecho según los censos de población del INE Población de hecho según los censos de población del INE |

Hacia mediados del siglo XIX, según se constata en el Diccionario Geográfico de Madoz, debían ser en torno a unos «33 vecinos, unas 136 almas».
Del total de viviendas censadas (23 viviendas en 2001), 13 son principales y 10 secundarias.

## Economía
Es un pueblo principalmente cerealista. Se cultivan viñedos, cereales y olivos. El policultivo en el secano es el más representativo. Existen varias explotaciones ganaderas, una de ellas de vacuno situada en el propio núcleo. Casi toda la tierra es de propiedad particular. Se ha realizado la concentración parcelaria.
Según la reseña estadística de Navarra, del total de 533 hectáreas censadas se destacan los siguientes usos:
| Ha  | Usos                       |
| --- | -------------------------- |
| 398 | Tierras labradas en secano |
| 349 | - Herbáceos                |
| 45  | - Viñedos                  |
| 3   | - Olivar                   |
| 1   | - Frutales                 |
| 78  | Pastos                     |
| 57  | Forestal                   |

No existe industria, ni dotaciones, ni comercios, ni sector servicios (salvo los servicios municipales) como tampoco infraestructuras turísticas.

## Administración y política
Olejua conforma un municipio el cual está gobernado por un ayuntamiento de gestión democrática desde 1979, formado por 3 miembros elegidos en las elecciones municipales según está dispuesto en la Ley Orgánica del Régimen Electoral General. La sede del consistorio está situada en la Plaza, s/n de la localidad de Olejua.
En las 2011 con un censo de electores, participaron un total de 34 votantes (68%) lo que da una abstención de 16 (32%). De los votos emitidos 1 fue nulo (2,94%) y 1 fue en blanco (3,03%). La única formación que concurrió en las mismas fue la Candidatura Independiente de Olejua (CIO) que obtuvo 25 votos (75,76% % de los votos válidos) y los 3 concejales con que cuenta el consistorio.
En la sesión constitutiva que tuvo lugar el 11 de junio fue elegido como alcalde Alfredo Vicente Sánchez. 
| Partido político                          | 2011  | 2011  | 2011       | 2007  | 2007 | 2007       |
| Partido político                          | Votos | %     | Concejales | Votos | %    | Concejales |
| Candidatura Independiente de Olejua (CIO) | 25    | 75,76 | 3          | —     | —    | —          |
| Agrupación Independiente de Olejua (AIO)  | —     | —     | —          | 36    |      | 3          |

No se presentaron candidaturas en las elecciones de 1987, 1991 y 1995, con lo que se continua con comisiones gestoras que nombra el Gobierno de Navarra, dando continuidad al mismo alcalde, e igualmente en 2003 y 2007. Este es un fenómeno que ocurre en casi un tercio de los municipios de Navarra y casi la mitad de los casos que se dan en toda España corresponden a Navarra:
| Mandato   | Nombre del alcalde         | Partido político |
| --------- | -------------------------- | ---------------- |
| 1979-1983 | Angel Mª Lizarraga Ezcurra | AE               |
| 1983-1987 | José M.ª Arizaleta Nieva   | AEO              |
| 1987-1991 | José M.ª Arizaleta Nieva   | AEO              |
| 1991-1995 | José M.ª Arizaleta Nieva   | AEO              |
| 1995-1999 | José M.ª Arizaleta Nieva   | AEO              |
| 1999-2003 | Santiago J. Crespo Ganuza  | AEI              |
| 2003-2007 | Santiago J. Crespo Ganuza  | IO               |
| 2007-2011 | Santiago J. Crespo Ganuza  | AIO              |
| 2011-2015 | Alfredo C. Vicente Sánchez | CIO              |
| 2015-     | Alfredo C. Vicente Sánchez | CIO              |

## Símbolos
El escudo de armas del lugar de Olejua tiene el siguiente blasón:

Cuartelado: 1.° y 4.° de gules y una estrella de oro de seis puntas. 2.º y 3.º de plata y dos fajas onduladas de gules.

Estas armas son una combinación de las del valle del Ega, la estrella de seis puntas, y las del palacio de armería de la localidad, las fajas.

## Historia

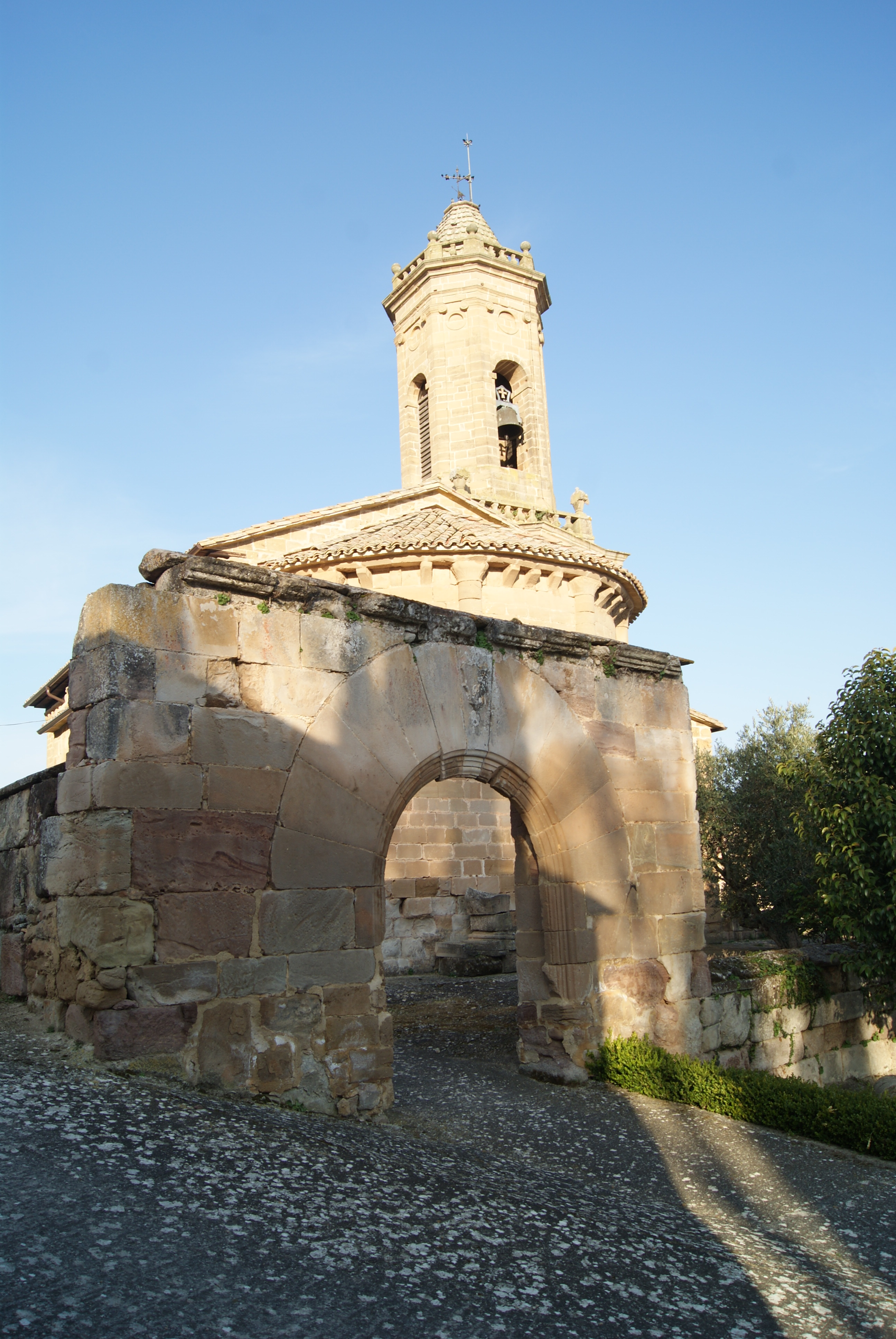
Arco e iglesia de Santiago

Hay pocas referencias históricas expresamente sobre Olejua. Pero, con todo, por su proximidad a Monjardín (San Esteban de Deyo), a Los Arcos y al Camino de Santiago, así como la presencia geográfica cercana de monasterios de gran poderío medieval, como Irache e Iranzu, puesto que fue señorío eclesiástico mucho tiempo.
En 1212 consta la primera donación privada de varios collazos al monasterio de Irache. En el mismo siglo, la abadía de Iranzu también poseía varios collazos, hasta 9.
Ya a comienzos del siglo XIII aparece documentado como concejo. Consta en aquella época con las grafías “Oleyssoa”, “Olessoa”, “Olexoa”.
El rey seguía recibiendo censos o pechas anuales: así, en 1280, era una cantidad de 20 sueldos, por razón del “vino”, junto con Etayo y Labeaga; eran las llamadas “ostadías”. Desde mediados del siglo XIV era uno de los pueblos inscritos en el valle de Ega. En el año 1377 pagaban por esa pechas “ostadías” junto con Etayo, dos nietros de vino, quince sueldos y ocho dineros.
En el siglo XVII no se permitía comprar ni un cántaro de vino fuera del pueblo en tanto quedase algo en las cubas propias. Esto habla de alto control de las autoridades locales que llegaba hasta determinar las fecha de inicio de las vendimias, el precio del vino, del trigo o de los animales.
Siguió formando parte del valle de Ega hasta que éste se dividió en 1846. Desde entonces Olejua consta como ayuntamiento enteramente separado. En 1847 tenía escuela para ambos sexos, frecuentada por 33 o 40 alumnos, dotada con 84 celemines de trigo; la parroquia estaba servida por un abad y dos beneficiado, uno de provisión de los vecinos, y otro que correspondía al abad o al rey según el mes en que se diera la vacante. En los años veinte el pueblo tenía alumbrado eléctrico privado.

## Patrimonio

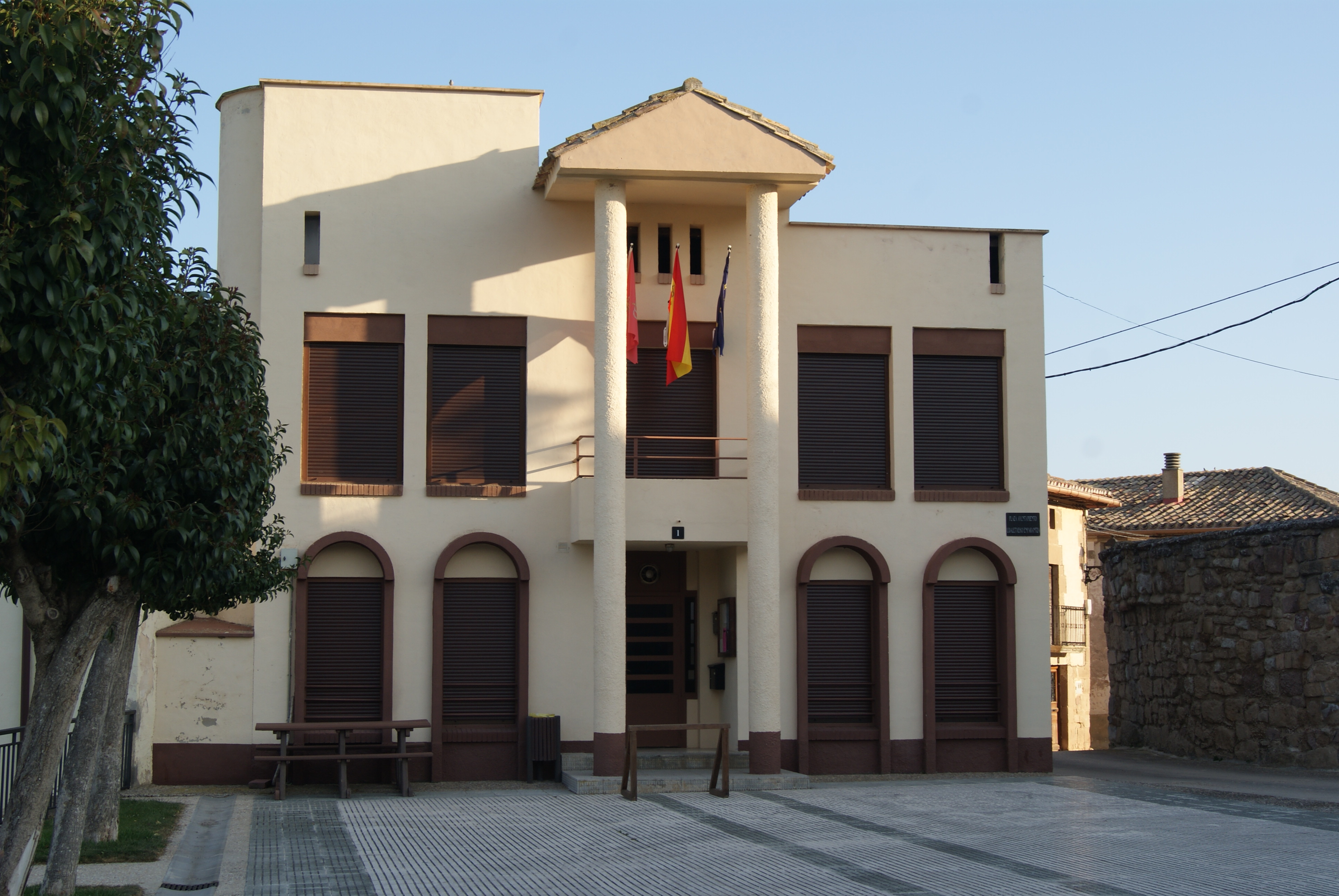
Ayuntamiento

### Casa Consistorial
En la plaza junto a la iglesia, su construcción data del año 1981. Se edificó sobre un solar cuyos los locales existentes fueron derribados. Se estructura en dos plantas exteriores, con ua planta baja con porche. La anterior sede estaba en las escuelas. En los bajos de la casa consistorial existe un centro recreativo. Frente al edificio se configura la plaza central.

### Parroquia de Santiago
Conservada bastante intacta respecto a su fábrica original, fue construida en estilo protogótico, o románico rural, hacia el año 1200. Tiene una estructura similar a la de Oco: una nave de cuatro tramos articulados por dobles arcos fajones y bóvedas de cañón apuntado; una cabecera semicircular rematado con una bóveda de horno. Centrado en el muro absidial se muestra una ventana axial sobriamente decorada, rodeada por pinturas murales del siglo XIII con una variedad de temas geométricos y vegetales.Del momento de su construcción original mantiene la iglesia dos portadas ciegas, tanto a los pies del muro del Evangelio y como del de la Epístola. 
En el siglo XVI se construyeron dos capillas góticas, con bóvedas de terceletes a ambos lados de la cabecera y adyacentes al ábside, y la sacristía con planta irregular en el lado de la Epístola. En el año 1719 el cantero Francisco de Ibarra, construría dos pórticos -de ladrillo y cantería, respectivamente- con el fin de proteger los antiguos accesos al templo. Un siglo más tarde, en el siglo XVIII, la torre medieval fue remodelada en un estilo neoclásico y las portadas se macizaron. Entonces es cuando se abrió un tercer acceso en la nave para sustituir los dos anteriores. Circunvalando la iglesia se muestra una lonja barroca, con una escalinata de tipo serliano.
El retablo mayor de la iglesia es obra de Pedro González de San Pedro, del año 1604, según consta en la documentación. La policromía fue ejecutada poco después por el pintor Lucas de Salazar. Recoge diversas escenas de la vida de Cristo y de Santiago Apóstol. Su estilo es muy cercano al estilo romanista de Juan de Anchieta. Mencionar también el retablo barroco de la Virgen del Rosario, del maestro estellés Juan de Almándoz del año 1688.

### Ermitas
Se tiene constancia de dos, de Santa María y de Santa Lucía, pero desaparecidas desde el siglo XIX. Aunque fuera de su término municipal, en el camino de Abáigar a Oco, en 1818 se levantó una ermita a San Bartolomé de cuya Hermandad forma parte Olejua.

### Viviendas
Existen varias viviendas de interés ambiental, con fachadas de sillería, arco de medio punto de piedra o piedra labrada. En algunos casos blasonadas las fachadas, en un estilo neoclásico.

Vistas de las calles y viviendas de la localidad
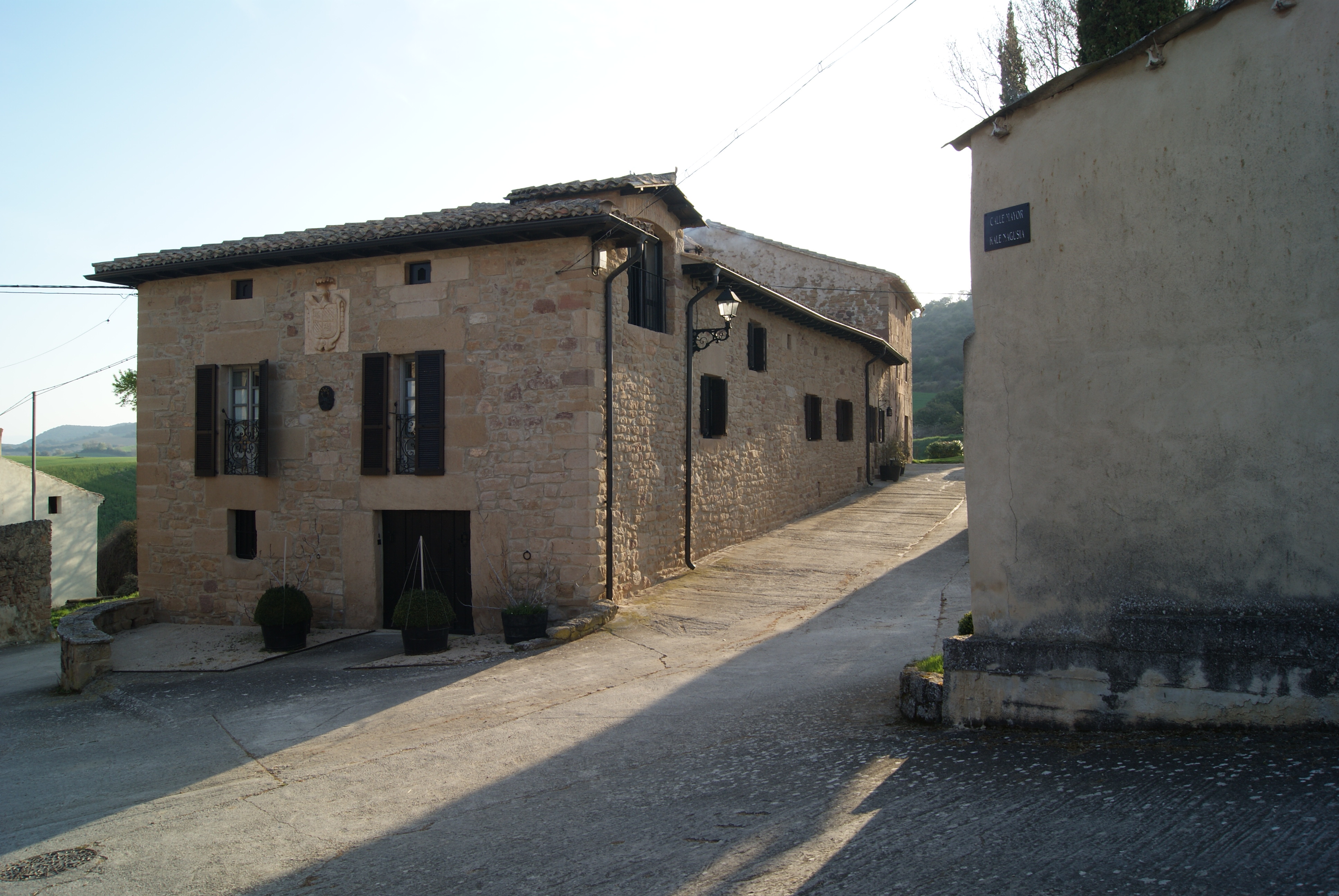
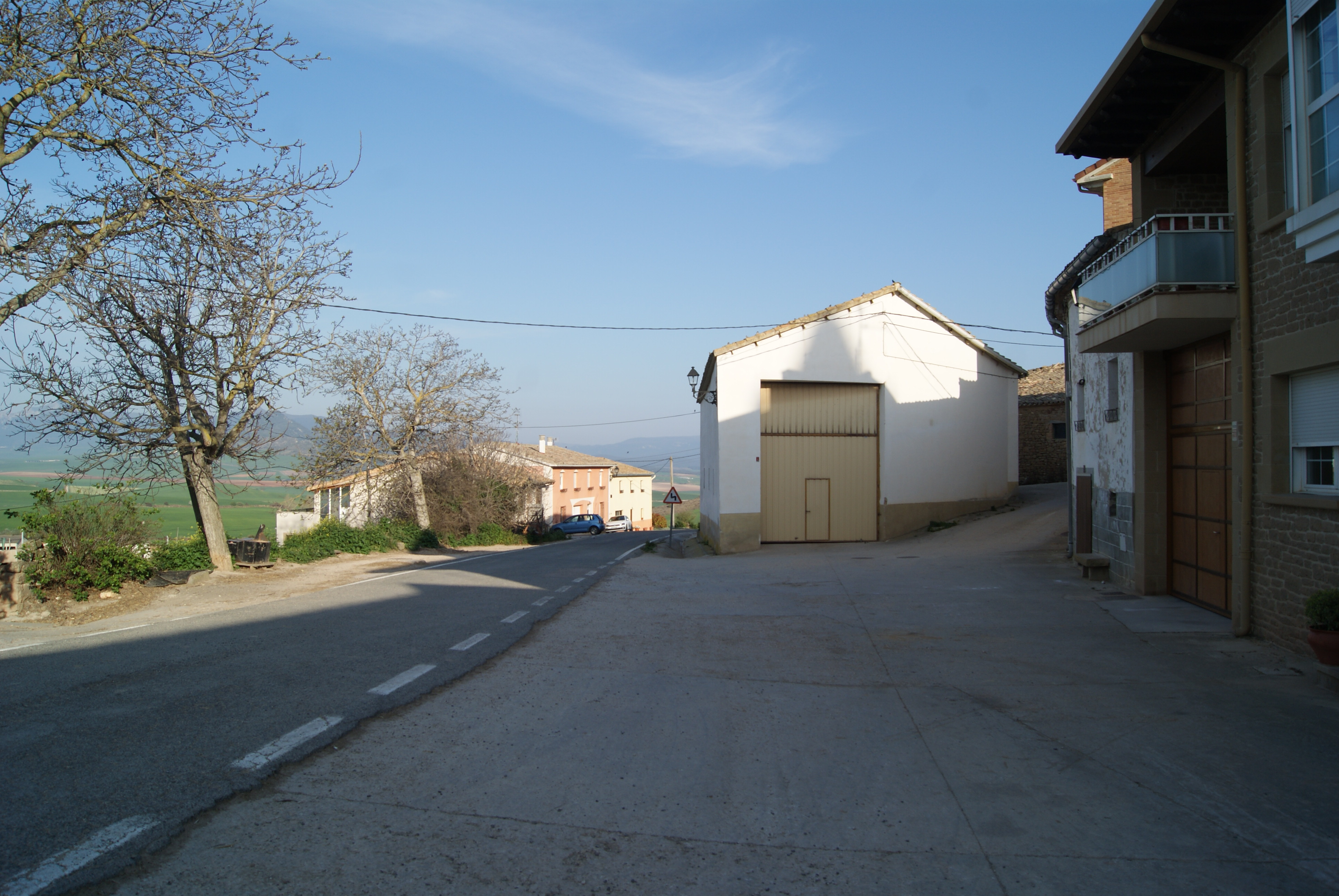
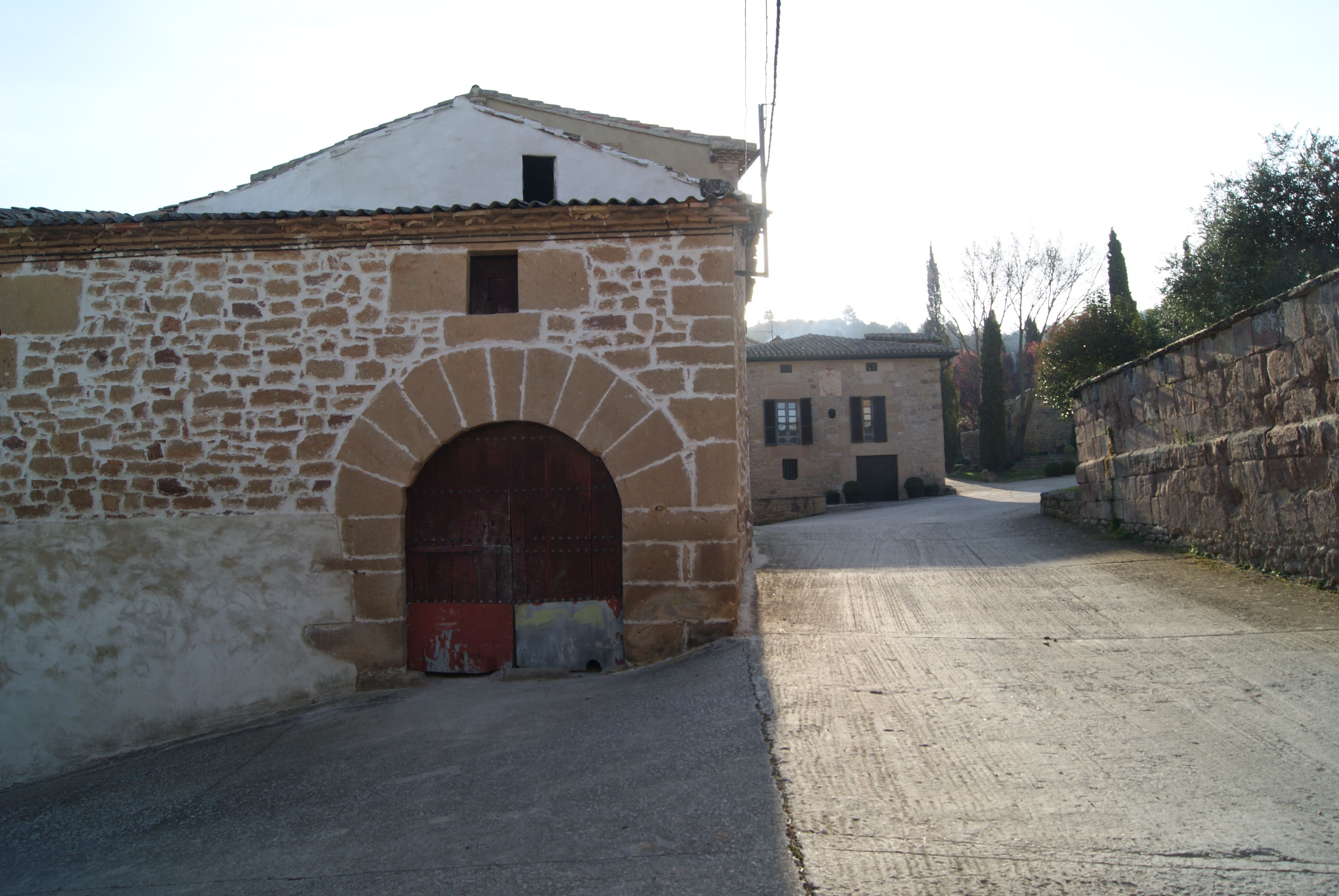
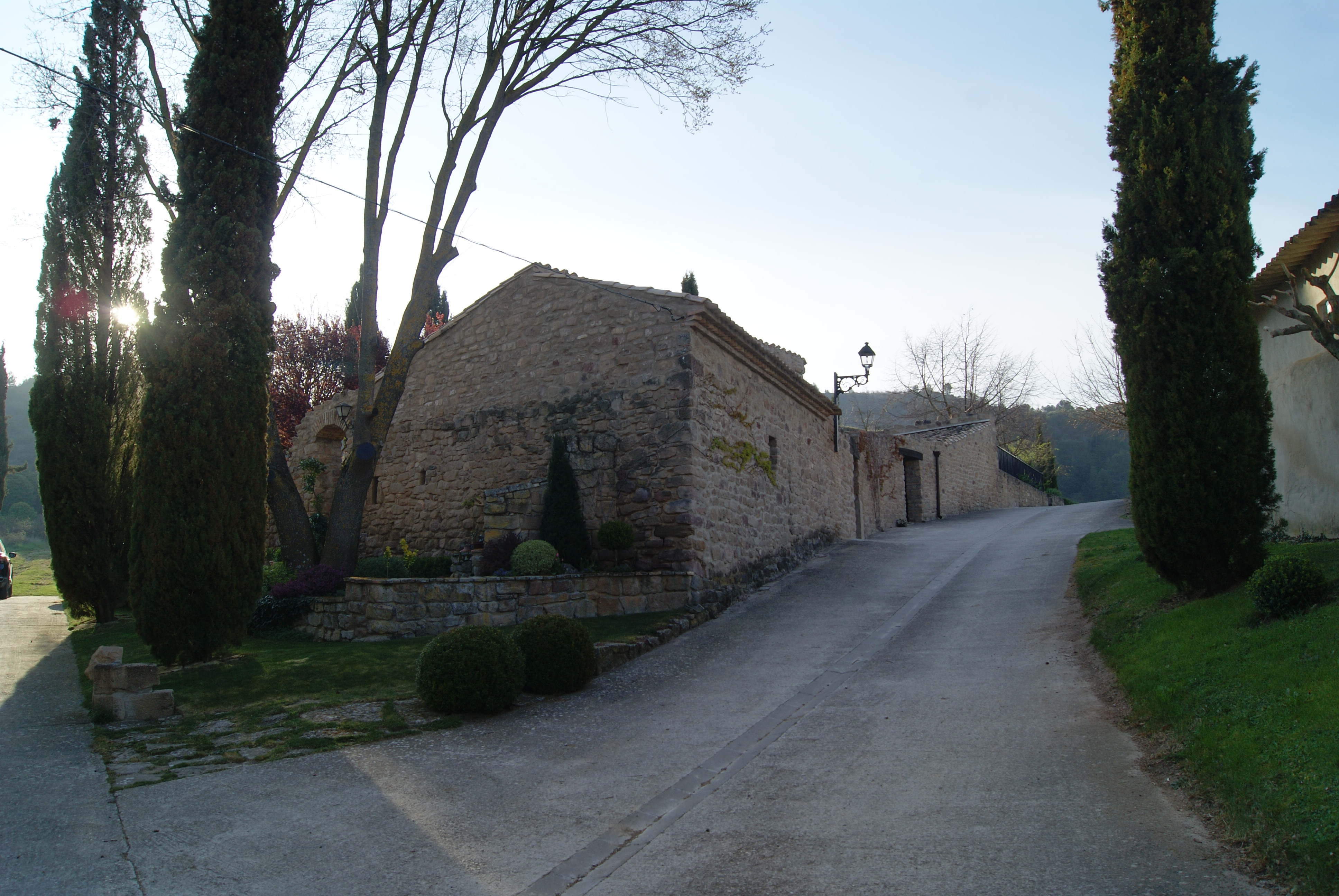
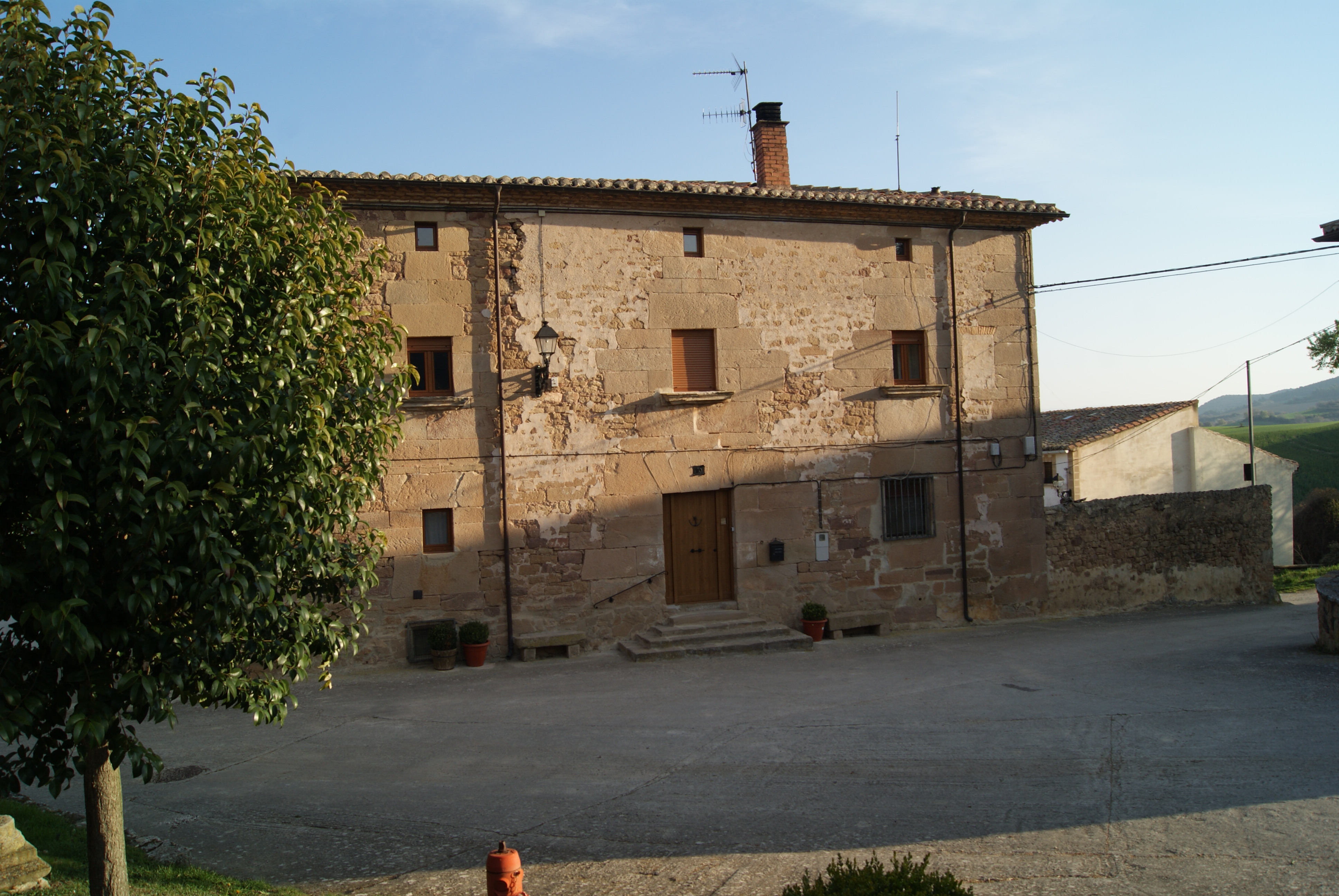
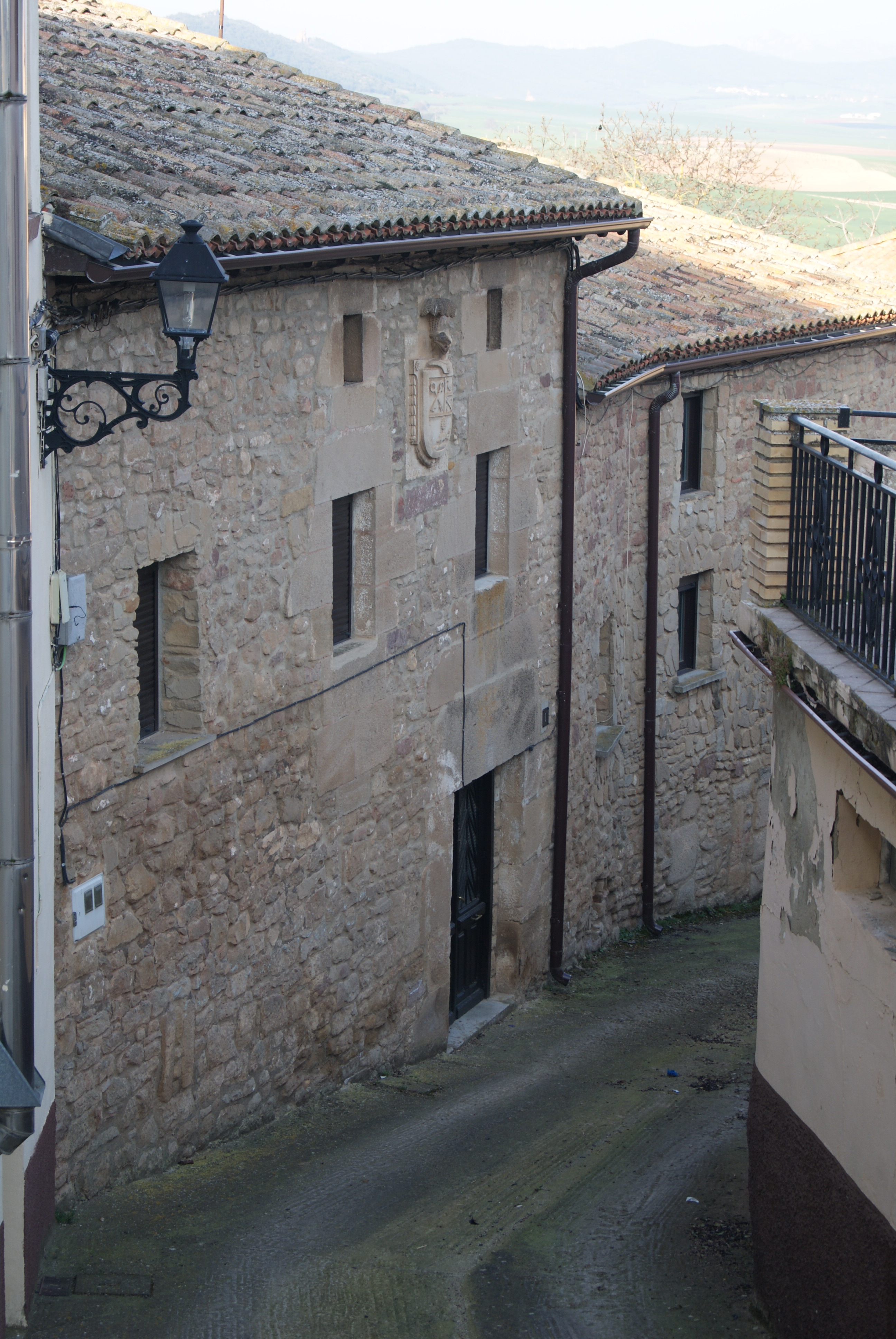
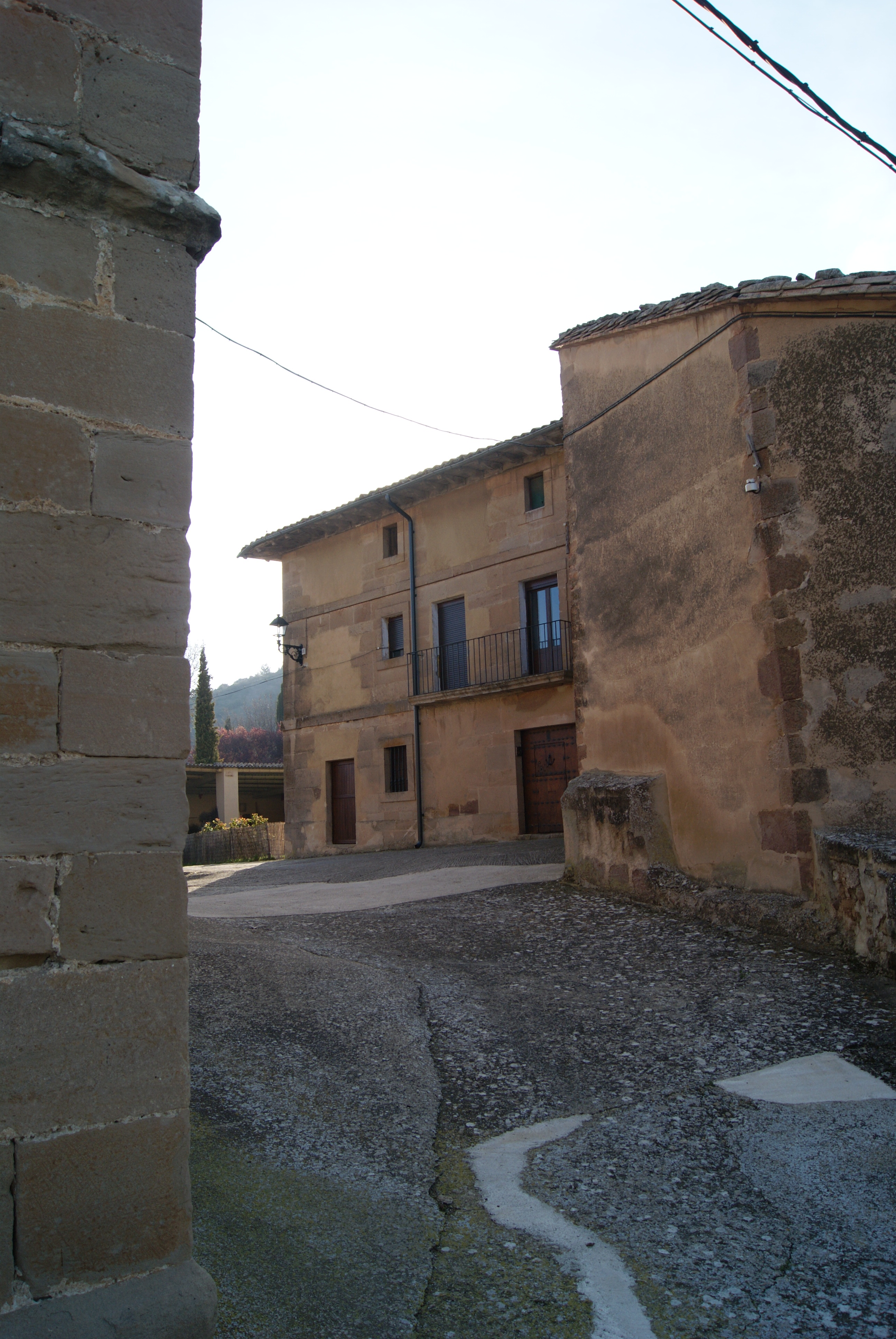
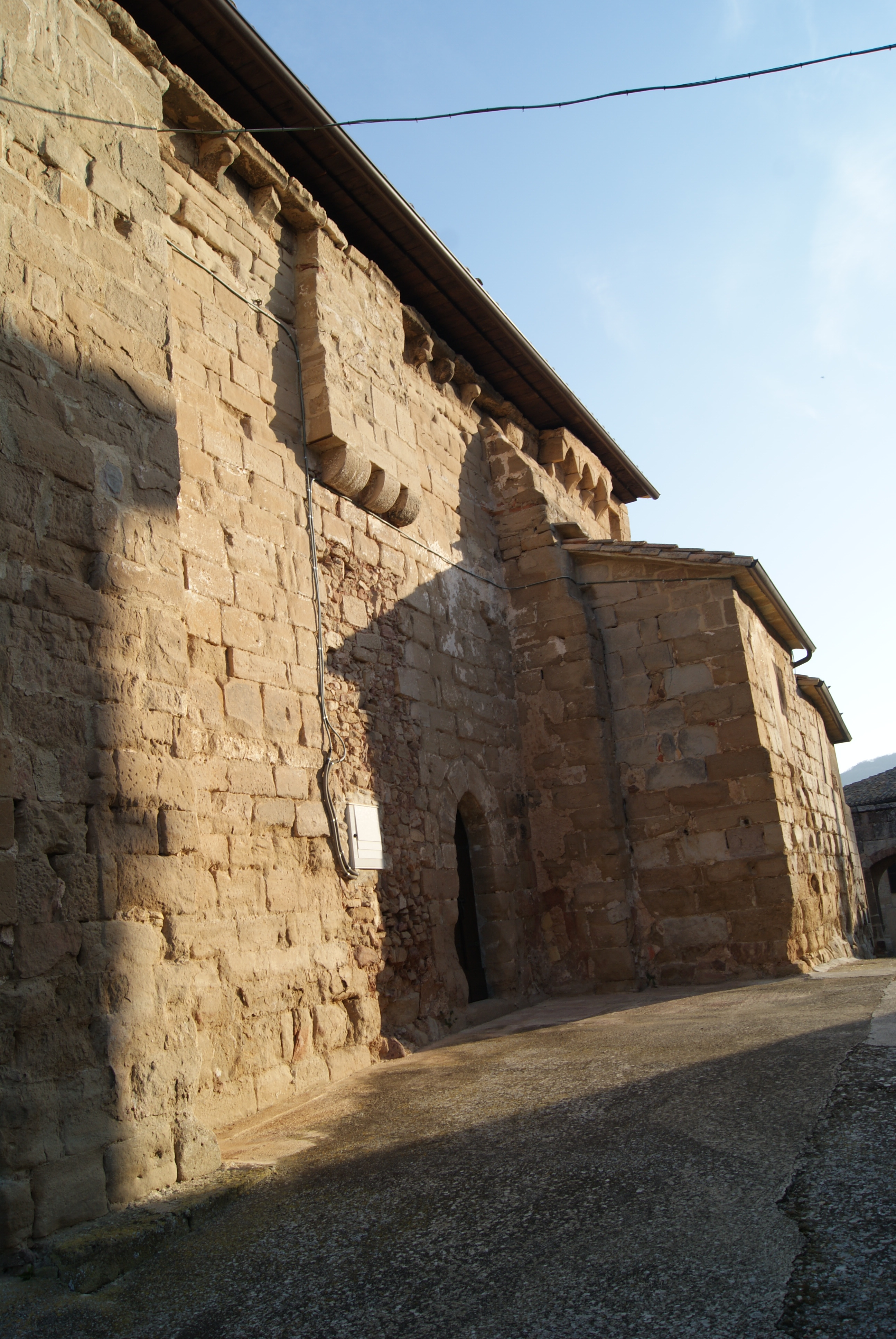
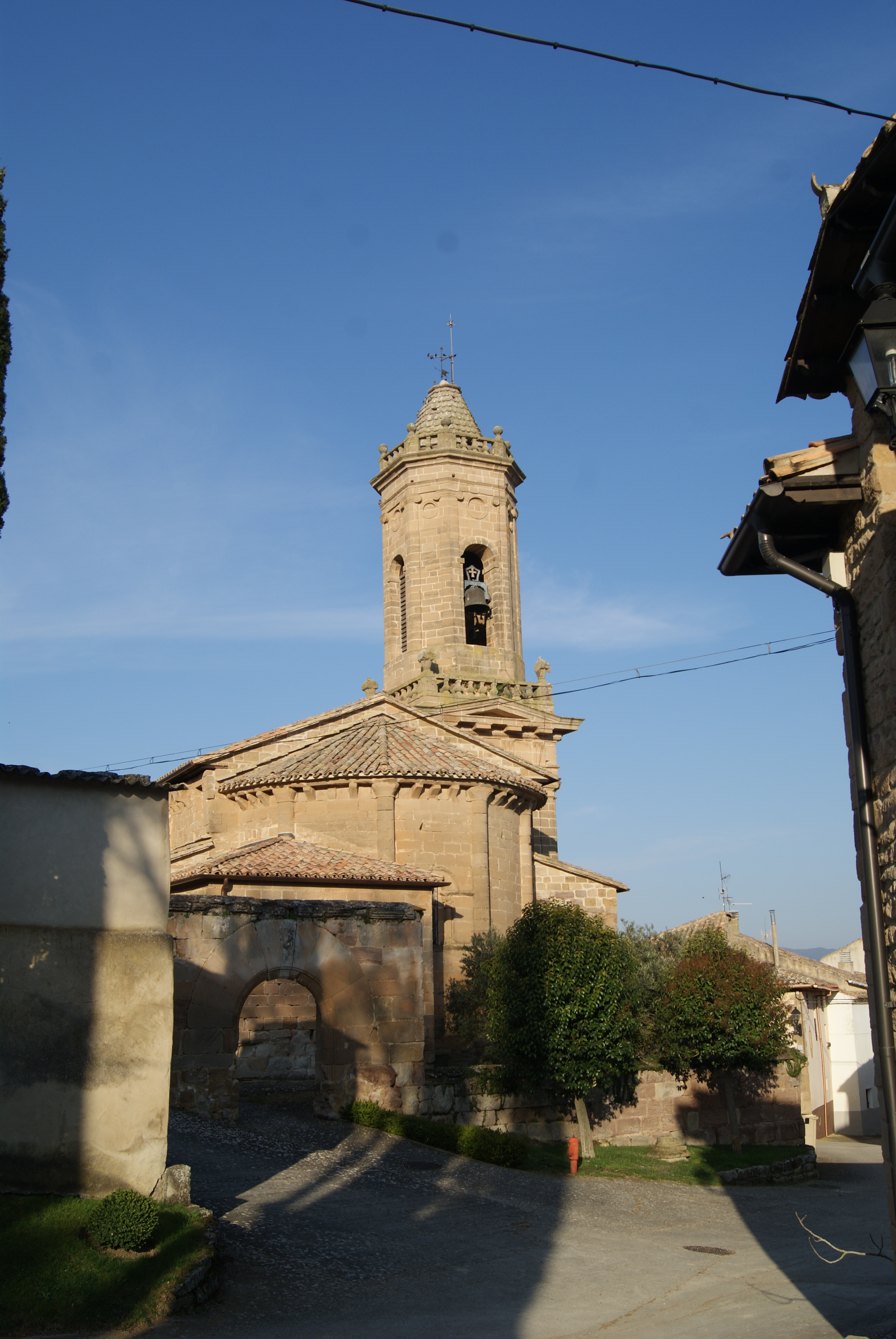
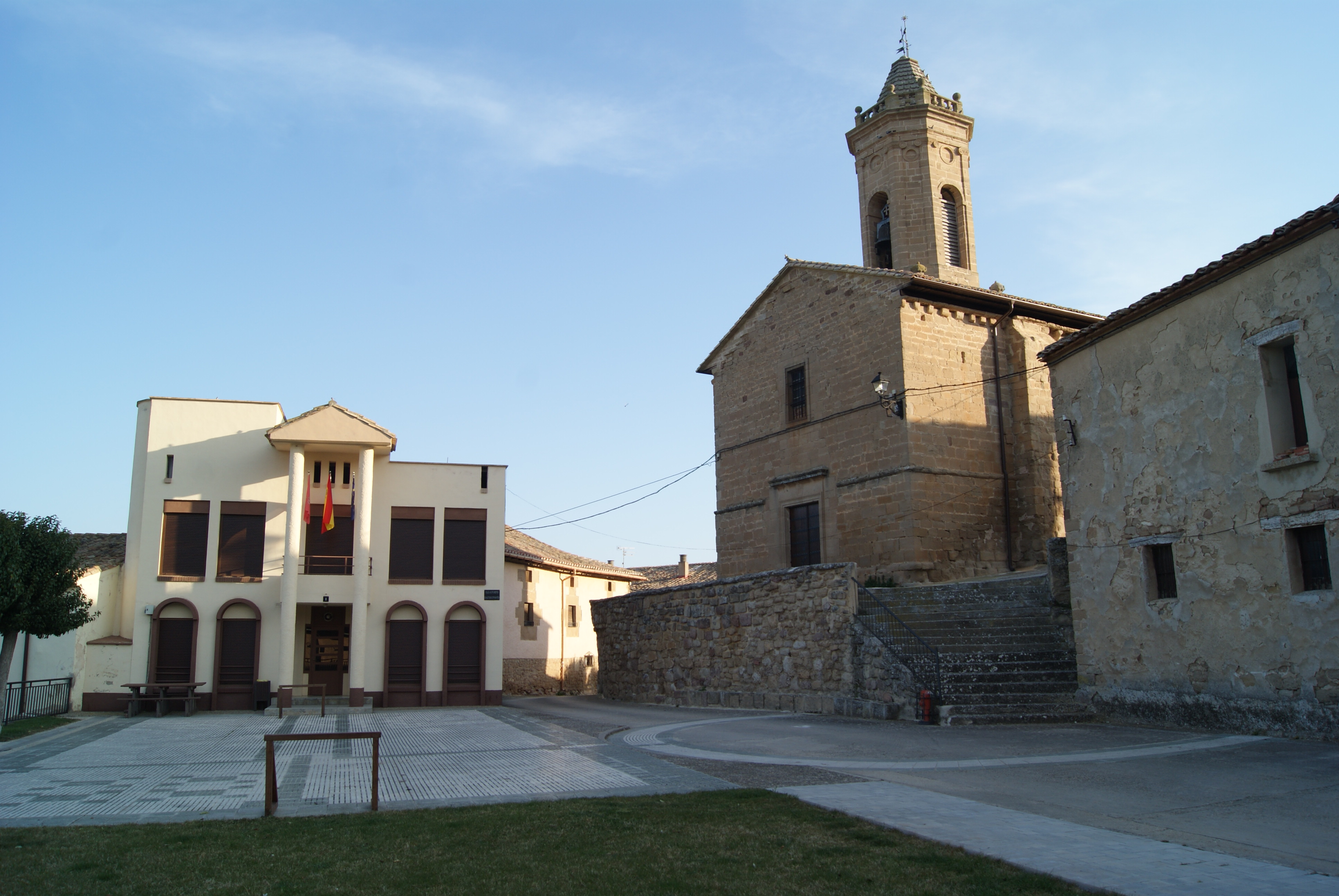